# 凱西群島
64°44′S 64°16′W / 64.733°S 64.267°W
凱西群島（Casey Islands），是南極洲的群島，位於懷利灣西部，處於摩納哥角以南，由讓-巴蒂斯特·夏古率領的法國探險隊發現，現時由南極條約體系管理。